# Drägerpark
Der Drägerpark ist eine Parkanlage im Lübecker Stadtteil St. Gertrud.

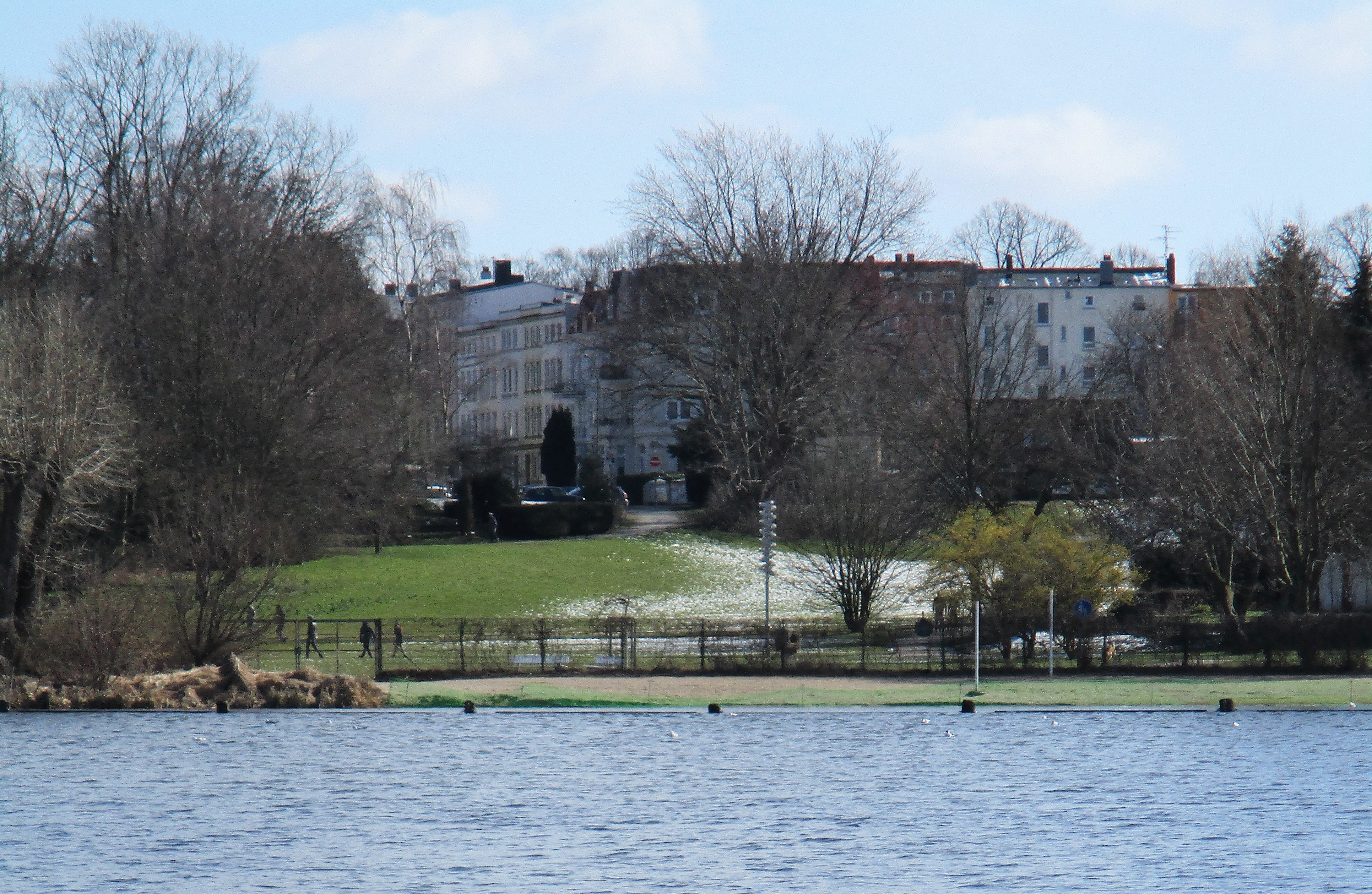
Ansicht vom ehemaligen Platz auf Marly

## Lage
Zwischen der Marli- und der Alexanderstraße östlich der Altstadt auf Marli befindet sich der Park in Hanglage an der Wakenitz mit Blick auf die Stadt.

## Geschichte

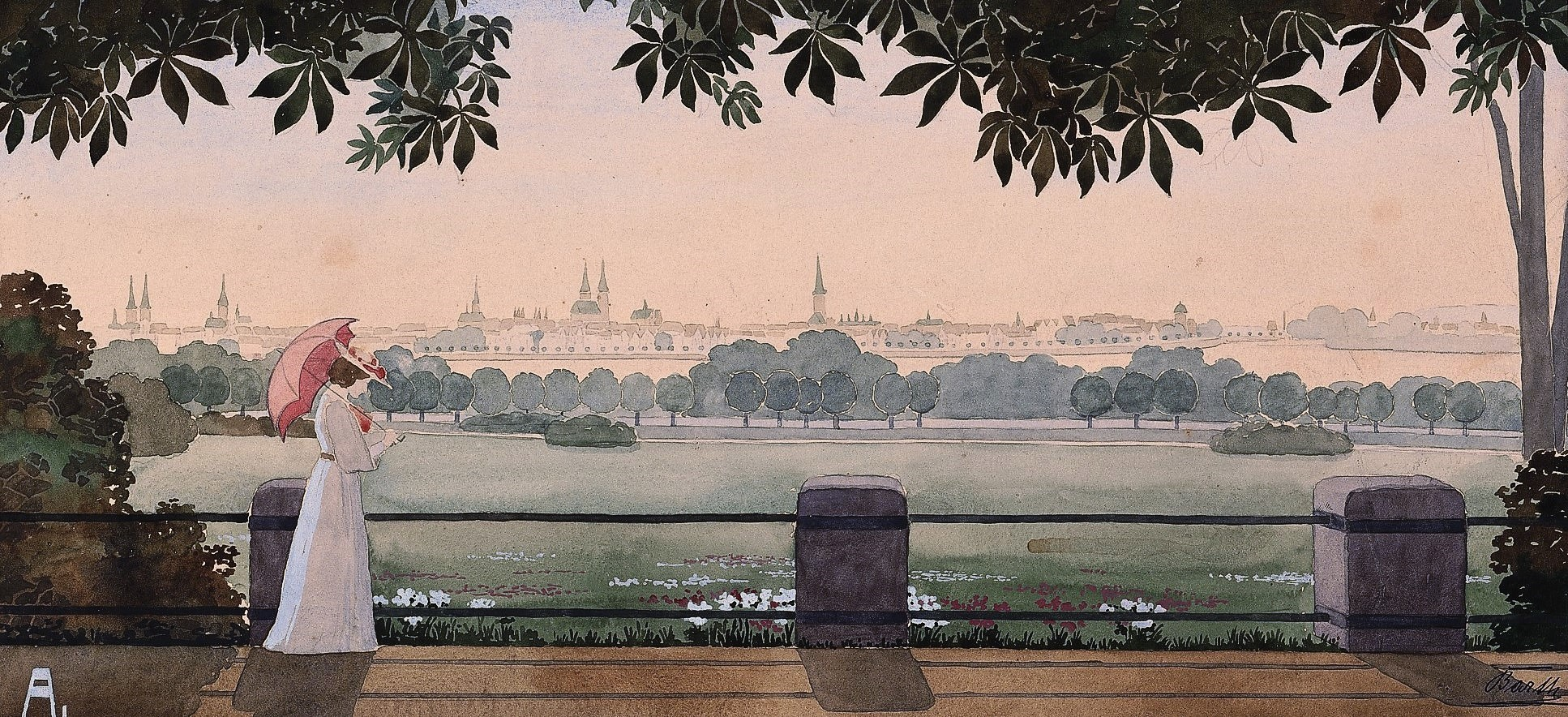
Erwin Barth: Platz auf Marly (1907)

Der Stadtteil Marli geht auf Graf Egmont von Chasôt zurück, der sich als Lübecker Stadtkommandant ein kleines Gut an der Wakenitz kaufte, das er nach dem Lustschloss des französischen Königs in Marli umtaufte und zum Mittelpunkt der Lübecker Gesellschaft machte.
Gegen Ende des 19. Jahrhunderts erwarb der in Hannover tätige Bauunternehmer Ferdinand Wallbrecht „das Gut Marly bei Lübeck.“'
Der Stadtteilpark „Platz auf Marly“ wurde 1909 wegen der schönen Aussicht, die man von dort auf Lübeck hat, vom Stadtgärtner Erwin Barth auf dem Gelände der ehemaligen Gärtnereien angelegt. Den Reiz der Lage erkennend, nutzte er die Topografie mit sechs individuellen Plätzen, von denen er Blicke nach Westen auf das Panorama von Lübeck gestaltete, indem er die Aussichten mit Architektur- und Gartenelementen rahmte. Mit heimischer Baum- und Unterholzbepflanzung bildete er Räume mit Spazierwegen und sah Gräser und Kräuter statt Rasen vor.
Die architektonischen Mittel entsprachen einer Mischung zwischen dem Stil des Rokoko und des englischen Landschaftsgartens.

## Der Drägerpark

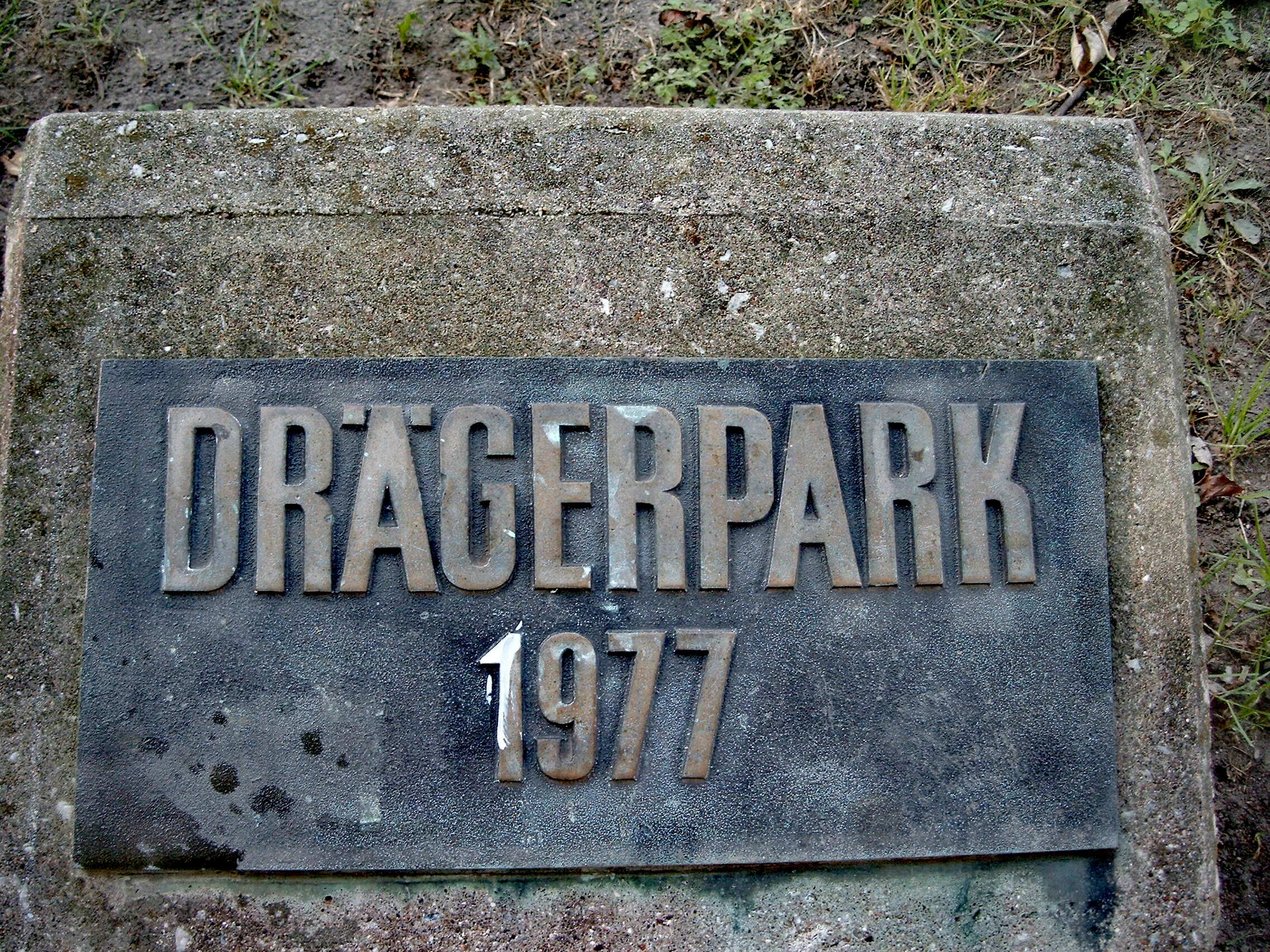
Hinweisschild

Bei der Errichtung des 4 ha großen Drägerparks auf dem Gelände ging der Platz auf Marly mit 1,3 ha ein, wobei die ursprüngliche Struktur im Ansatz erkennbar geblieben ist, auch der Terrassenplatz an der Marlistraße.
Der Baumbestand an den abfallenden Geländeseiten wurde mit Zierbäumen und Unterholz erweitert und Narzissen am Hang gepflanzt.
Dem Entwurf zur Umgestaltung in den Drägerpark liegt die Einrichtung von Spazierwegen, Spielrasen und einem großen Spielplatz zu Grunde. Das abschüssige Gelände wird im Winter als Rodelplatz genutzt.
Als ein Geschenk der Dräger-Stiftung wurde der Park 1977 der Stadt übergeben. Ein Namensstein mit Jahreszahlangabe wurde am Hang aufgestellt.